# Mitsui & Co.
«Мицуи Буссан» (яп. 三井物産 мицуи буссан), также известная как Mitsui & Co. (Mitsui & Company, Ltd.), — крупная универсальная торговая компания (сого сёся) в Японии, часть холдинга Mitsui Group. Компания активна в области электроэнергетики, машиностроения, финансов, химической, пищевой, текстильной промышленности и других отраслях. Главный офис расположен в Токио.

## История
Торговая компания Мицуи Буссан была основана в 1876 году Такаси Масудой, и в то время насчитывала 16 сотрудников. К началу 1880-х годов компания открыла филиалы в Шанхае, Париже, Нью-Йорке и Лондоне. В ту пору она завоевала твердые позиции как экспортер риса и угля и как импортер современного промышленного оборудования.
В конце Второй мировой войны она превратилась в торгового гиганта, но была закрыта по приказу Главнокомандующего оккупационными войсками. В 1947 году один из бывших сотрудников Мицуи, Тацудзо Минаками, решил воссоздать компанию. Следуя за японским экономическим подъёмом, Мицуи значительно расширилась и увеличила инвестиции в заграничные предприятия.

## Компания сегодня
По данным на 2010 год, компания имеет представительства в 64 странах.
По состоянию на июль 2017 года, 94,4 % акций Mitsui находилось в свободном обращении, крупнейшие инвесторы — Государственный пенсионный инвестиционный фонд Японии (7,57 %) и BlackRock (5,85 %).

### Mitsui в России
В 2012 году Mitsui & Co. приобрела 10 % калининградской агропромышленной ГК «Содружество».
Mitsui принадлежит 12,5 % компании «Сахалин Энерджи», являющейся оператором проекта «Сахалин-2».
В мае 2016 года компания Mitsui стала миноритарием группы «Русагро», приобретя 0,005 % российского агрохолдинга.
В апреле 2017 года компания договорилась о покупке 10 % бизнеса фармацевтической ГК «Р-Фарм». Планируется, что сделка будет закрыта в сентябре.